# Trutz Simplex
Trutz Simplex oder Lebensbeschreibung der Ertzbetrügerin und Landstörtzerin Courasche (ohne Ort und Jahr, ungefähr 1669) ist ein Schelmenroman von Hans Jakob Christoffel von Grimmelshausen.
Der Text ist von ihm als „Gegenrede“ der Libuschka zum Simplicius Simplicissimus, dem Helden aus Grimmelshausens Simplicissimus Teutsch, konzipiert. Ihr Spitzname „Courasche“ rührt von „Courage“ (etwa: Mut) her, womit allerdings, wie im Roman erklärt, im Landsknechtdeutsch die Scheide gemeint ist.
Die in Böhmen geborene Courasche folgt, mit zwölf Jahren durch die Eroberung ihrer Heimatstadt aus ihrem relativ bürgerlichen Leben gerissen, im Dreißigjährigen Krieg den Heeren (als Offiziersliebchen, Dirne, Landstreicherin, Marketenderin und anderes mehr). Abenteuer- und episodenreich wird ein Panorama dieses Krieges entwickelt, wie ihn eine von ihm entwurzelte Frau erlebt.  
Der Roman zählt zum von Grimmelshausen selbst so genannten „Simplicianischen Zyklus“, wozu außer der Courasche der Abentheuerliche Simplizissimus Teutsch (1668), die direkt darauf folgende Continuatio des abentheuerlichen Simplicissimi Oder Der Schluß desselben (1669), Der seltzame Springinsfeld (1670) und Das wunderbarliche Vogelnest (ohne Ort, zwei Teile, 1672 und 1675) gehören. Dabei handelt es sich um Romane oder Erzählungen, die alle über ihre Protagonisten miteinander in Beziehung stehen und so das Personal und die Handlungen der übrigen Romane von verschiedenen Seiten beleuchten. Aus diesem Grund ist es für eine vollständige Interpretation der einzelnen Personen von Vorteil, alle Romane des Zyklus heranzuziehen.
Der Stoff wurde von Bert Brecht in seinem Bühnenstück Mutter Courage und ihre Kinder wieder aufgenommen. Die Figur der Libuschka taucht auch in der Erzählung Das Treffen in Telgte von Günter Grass auf.